# Willie Irvine
William John Irvine, noto come Willie Irvine (Eden, 18 giugno 1943 – 26 luglio 2025), è stato un calciatore nordirlandese, di ruolo attaccante.

## Carriera
Giocò nella massima serie inglese con il Burnley e fu capocannoniere della categoria nel 1966.

## Palmarès

### Club

#### Competizioni nazionali
- Community Shield: 1

Burnley: 1960